# Mombuca (ort)
Mombuca är en ort i Brasilien.   Den ligger i kommunen Mombuca och delstaten São Paulo, i den sydöstra delen av landet, 800 km söder om huvudstaden Brasília. Mombuca ligger 548 meter över havet och antalet invånare är 3 266.
Terrängen runt Mombuca är platt. Närmaste större samhälle är Capivari, 9,4 km sydost om Mombuca. 
Omgivningarna runt Mombuca är en mosaik av jordbruksmark och naturlig växtlighet. Runt Mombuca är det ganska glesbefolkat, med 25 invånare per kvadratkilometer.